# Danevirke

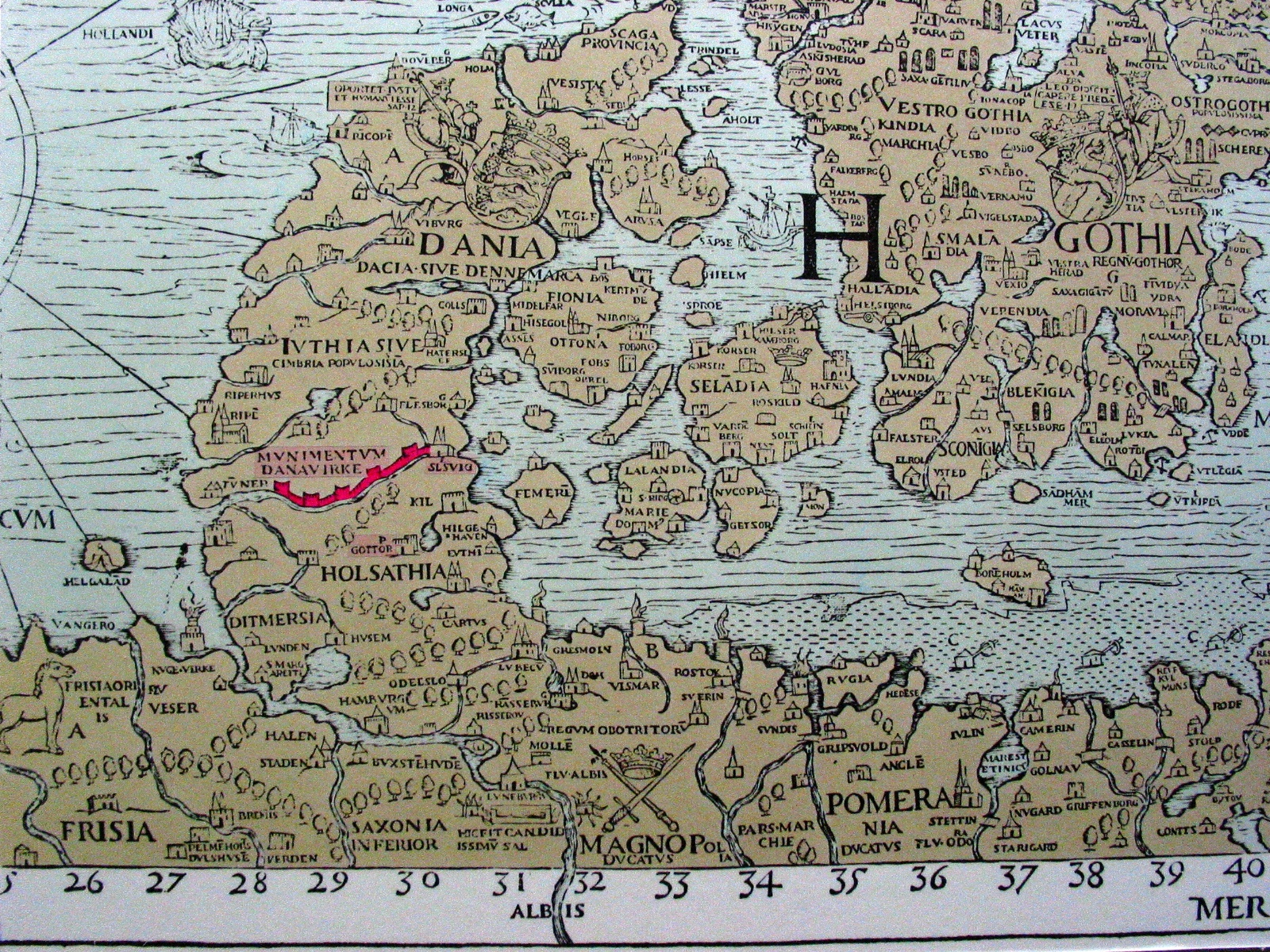
Danevirke (in rosso) sulla Carta marina

Il termine danese Danevirke o Dannevirke (tedesco Danewerk, norreno Danavirki, alla lettera «opere dei Danesi») designa un'importante struttura difensiva costruita durante l'epoca vichinga della Danimarca. Fu utilizzata per l'ultima volta per scopi militari nel 1864.
Il Danevirke è una struttura difensiva di terra, che si estende dallo Jütland occidentale fino alla città di Schleswig, che si trova oltre lo Schlei sul mar Baltico, presso l'antico centro di commerci vichingo di Hedeby. Tra lo Schlei e la città di Eckernförde c'era un'altra fortificazione muraria, che difendeva la penisola di Schwansen.

## Datazione
Secondo fonti scritte, l'opera di Danevirke iniziò con il re danese Goffredo nell'808: temendo l'invasione dei Franchi, Goffredo iniziò a lavorare su un'enorme struttura difensiva per proteggere il suo regno, separando la penisola dello Jutland dalla parte settentrionale dell'Impero franco.
Ottone II espugnò il vallo nell'agosto del 974 su consiglio del duca di Sassonia Bernardo e del conte di Stade Enrico il Calvo.
Nel periodo dal 1969 al 1975, durante le opere di ricerca, furono trovate tre parti della struttura principale di Danevirke, con l'aiuto della dendrocronologia. Questi reperti risalgono a un'epoca compresa tra il 737 e il 968.
Danevirke è lungo circa 30 km, e alto tra i 3,6 e i 6 metri. Durante il Medioevo, la struttura fu rinforzata con palizzate e muraglie, e fu utilizzata dai re di Danimarca come punto di riferimento per le escursioni militari e per le incursioni contro gli slavi.
Nel XII secolo, il Re Valdemaro I di Danimarca rinforzò parti di Danevirke con un muro che permise un utilizzo militare continuo della struttura durante tutto il Medioevo. In lingua danese, le parti rinforzate della struttura sono conosciute con il nome di Valdemarsmuren (Muro di Valdemar).
L'ultima volta che Danevirke fu utilizzato con scopi militari fu durante la seconda guerra dello Schleswig, nel 1864. L'opinione pubblica danese si aspettava che la battaglia si tenesse proprio presso la struttura difensiva, ma in realtà presso il Danevirke non avvenne alcun combattimento, perché il Comandante in Capo Christian Julius De Meza si ritirò nelle trincee a Dybbøl. L'evacuazione fu un grande colpo per l'opinione pubblica danese, che considerava la fortezza inespugnabile; il Generale de Meza fu subito rimosso dall'incarico.

## Seconda guerra mondiale
Dopo l'invasione degli Alleati in Normandia durante la seconda guerra mondiale, la Wehrmacht temeva una seconda invasione attraverso la Danimarca, e pertanto cercò di convertire il muro di terra in una trincea. Se questi piani fossero stati realizzati, la struttura sarebbe andata totalmente distrutta; tuttavia, quando questa notizia giunse all'archeologo danese Søren Telling, egli, sapendo che le scoperte archeologiche erano sotto la giurisdizione di Heinrich Himmler, telefonò a lui e al capo delle SS (del dipartimento archeologico Amt für Ahnenwerte). Telling si oppose fermamente alla distruzione di un importante resto della razza ariana tanto difesa da Hitler, e Himmler lo autorizzò a fermare i lavori. Anche se inizialmente il comandante locale della Wehrmacht si rifiutò di eseguire l'ordine, alla fine Telling ebbe la meglio, e da allora l'archeologo si stabilì presso il Danevirke e si considerò come custode della struttura fino alla morte, avvenuta nel 1968.

## Danevirke nella cultura di massa
Come simbolo dell'autonomia danese dalla Germania, Danevirke fu utilizzato come titolo di numerosi giornali danesi durante il XIX secolo. Il più importante di questi fu pubblicato da Nikolaj Frederik Severin Grundtvig dal 1816 al 1819.
Nel 1872 alcuni emigrati scandinavi in Nuova Zelanda fondarono un villaggio, non lontano da Wellington, chiamato Dannevirke.